# Danish Darts Open
| Danish Darts Open   | Danish Darts Open                      |
| ------------------- | -------------------------------------- |
| Sportart            | Darts                                  |
| Organisator         | PDC                                    |
| Turnierart          | Ranglistenturnier                      |
| Austragungsort      | Brøndby Hallen, Brøndby                |
| Austragungszeitraum | Juni                                   |
| Rekordsieger        | Mensur Suljović, Dave Chisnall (je 1×) |
| Letzter Sieger      | Dave Chisnall                          |
| Letzte Austragung   | 2019                                   |

Die Danish Darts Open war ein Ranglistenturnier der Professional Darts Corporation. Es ist ein Event der European Darts Tour, welche im Rahmen der Pro Tour durchgeführt wird. Es wurde 2018 zum ersten Mal ausgetragen. 2019 fand es zum bisher letzten Mal statt. Es wurde beide Male in den Brøndby Hallen in Brøndby ausgetragen.

## Format
Das Turnier wird im K.-o.-System gespielt. Spielmodus ist seit 2018 in den ersten drei best of 11 legs, im Halbfinale best of 13 legs und im Finale best of 15 legs.
Jedes leg wird im double-out-Modus gespielt.

## Preisgeld
Bei dem Turnier wurden 2019 insgesamt £ 140.000 an Preisgeldern ausgeschüttet. Das Preisgeld verteilte sich unter den Teilnehmern wie folgt:
| Position (Anzahl der Spieler) | Position (Anzahl der Spieler) | Preisgeld |
| ----------------------------- | ----------------------------- | --------- |
| Gewinner                      | (1)                           | £ 25.000  |
| Finalist                      | (1)                           | £ 10.000  |
| Halbfinalisten                | (2)                           | £ 6.500   |
| Viertelfinalisten             | (4)                           | £ 5.000   |
| Achtelfinalisten              | (8)                           | £ 3.000   |
| Verlierer der 2. Runde        | (16)                          | £ 2.000   |
| Verlierer der Vorrunde        | (16)                          | £ 1.000   |
|                               |                               |           |
|                               |                               | £ 140.000 |

## Finalergebnisse
| Jahr | Austragungsort          | Sieger          | Ergebnis | Finalist       | Preisgeld  | Preisgeld |
| Jahr | Austragungsort          | Sieger          | Ergebnis | Finalist       | Gesamt     | Sieger    |
| ---- | ----------------------- | --------------- | -------- | -------------- | ---------- | --------- |
| 2018 | Brøndby Hallen, Brøndby | Mensur Suljović | 8 : 3    | Simon Whitlock | 0£ 135.000 | 0£ 25.000 |
| 2019 | Brøndby Hallen, Brøndby | Dave Chisnall   | 8 : 3    | Chris Dobey    | 0£ 140.000 | 0£ 25.000 |